# اتل واترز
اتل واترز (انگلیسی: Ethel Waters; زاده ۳۱ اکتبر ۱۸۹۶ – درگذشته ۱ سپتامبر ۱۹۷۷) یک موسیقی‌دان، خواننده و بازیگر اهل ایالات متحده آمریکا بود. وی بین سال‌های ۱۹۱۸ تا ۱۹۷۷ میلادی فعالیت می‌کرد.

## گزیده فیلمشناسی

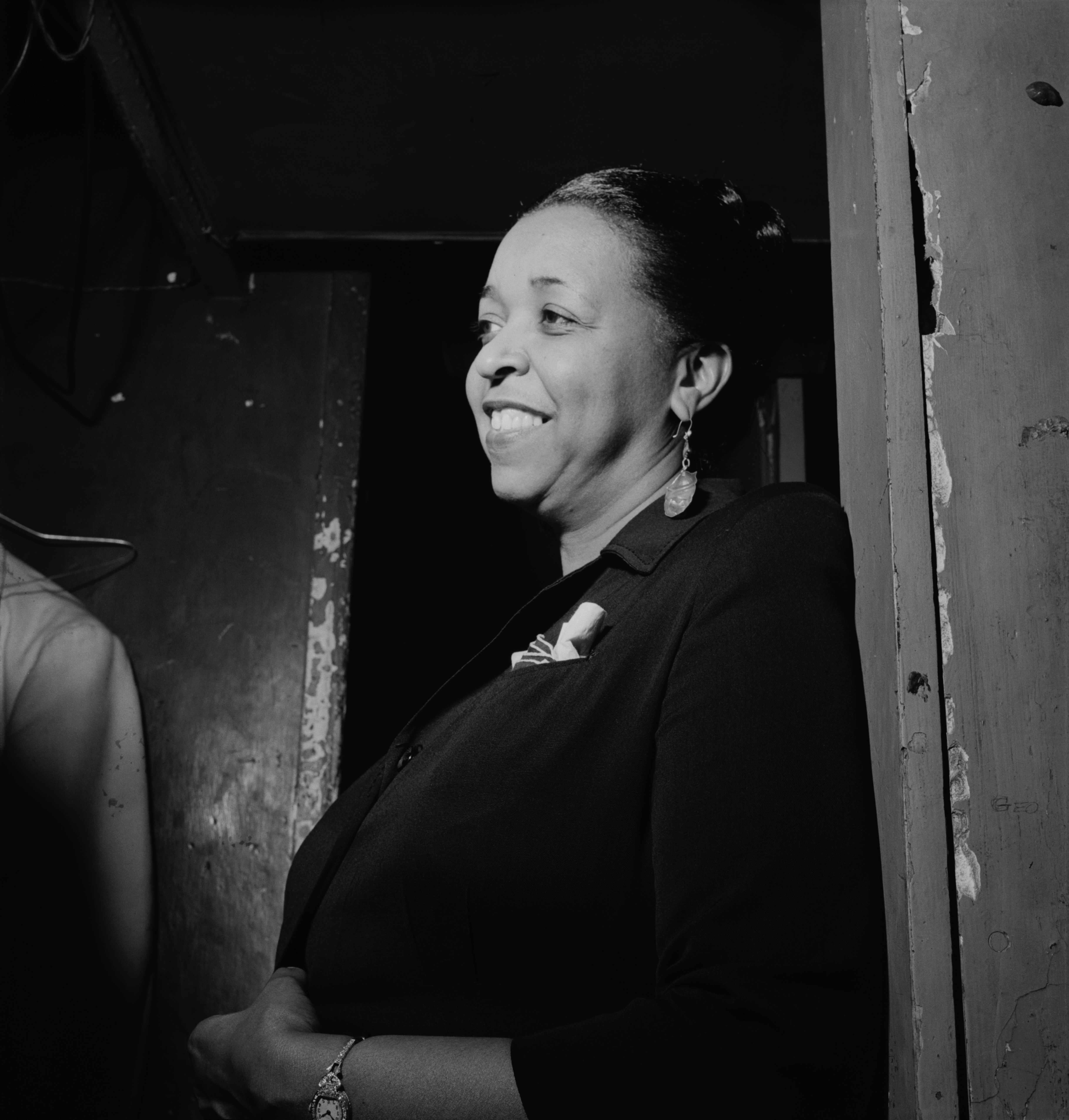

از فیلم‌ها یا برنامه‌های تلویزیونی که وی در آن نقش داشته‌است می‌توان به آثار زیر اشاره کرد.
- داستان‌های منهتن (۱۹۴۲)
- بیولا (مجموعه تلویزیونی) (۱۹۵۰)
- اعضای مراسم عروسی (فیلم) (۱۹۵۲)
- خشم و هیاهو (فیلم ۱۹۵۹) (۱۹۵۹)